# Стефан Новгородец
Стефан Новгородец — автор хождения (рассказа о путешествии) в Константинополь в 1348 или 1349 году, являющегося ценнейшим источником по истории и топографии столицы Византии.
Единственным источником сведений о Стефане является его сочинение, озаглавленное в рукописи «От Странника Стефанова Новгородца». На русском языке оно было впервые издано И. П. Сахаровым в сборнике «Путешествия русских людей» в 1839 году. Издавая этот текст, Сахаров сообщает, что ранее он считался недостоверным списком с хождения игумена Даниила. В предисловии издатель делает первый анализ «Хождения», пытаясь сделать какие-то выводы о Стефане. Он предположил, что Стефан Новгородец был пожилым человеком иноческого звания. Эта точка зрения затем была воспроизведена в статье энциклопедии Брокгауза и Эфрона, однако более поздний анализ текста дал основание М. Н. Сперанскому предположить, что Стефан «скорее всего, был мирянином, человеком благочестивым (как показывает самый „Странник“), несколько начитанным в духовной литературе (ему известно, например, житие Феодосия), довольно трезвым в своей наблюдательности… был он, по-видимому, человеком достаточным… Судя же по тому вниманию, с каким отнеслись греки к Стефану… можно предположить, что он и его спутники по своему положению выделялись из общей массы рядовых паломников, с гидом ходивших по городу, то есть можно счесть их людьми, занимавшими выдающееся положение и у себя в Новгороде».
Сохранилось незначительное количество рукописей «Хождения», при том, что списки, по которым осуществлял свои издания Сахаров, не сохранились. В изданном Сахаровым тексте имеются дополнения, которых нет ни в одном из известных списков памятника, в частности, о встрече его с двумя новгородцами, Иваном и Добрилой, которые жили в Студийском монастыре и занимались списыванием книг.
Время паломничества может быть довольно точно определено на основании упоминания о встрече на страстной неделе с патриархом Исидором, который был патриархом с 17 мая 1347 по 2 декабря 1349 года. С учётом того, что страстная неделя приходилась в 1347 году на время до патриаршества Исидора, М. Н. Сперанский определяет, что это был 1348 или 1349 год. В «Басовском списке», одном из трёх, использованных Сахаровым для своего издания, сказано, что эта встреча произошла на шестой год патриаршества Исидора.

## Издания
- Сказания русского народа / И. Сахаров. — СПб., 1849.